# Маттеус Пеппельманн
Матте́ус-Даніє́ль Пе́ппельманн (нім. Matthäus Daniel Pöppelmann; 3 травня 1662 — 17 січня 1736) — німецький архітектор доби пізнього бароко і рококо. Народився у  Герфорді, Вестфалія. Автор проекту та побудови палацового комплексу Цвінгер. Помер у Дрездені, Саксонія.

## Імена
- Матте́ус-Даніє́ль Пе́ппельманн (нім. Matthäus Daniel Pöppelmann) — повне німецьке ім'я.
- Матте́ус Пе́ппельманн (нім. Matthäus Daniel Pöppelmann) — коротке німецьке ім'я.
- Матте́ус Пьоппельманн (нім. Matthäus Daniel Pöppelmann) — альтернативний запис прізвища.

## Біографія
Походить з родини збіднілого купця.  Матеус обрав фах архітектора і вже у віці 18 років брав участь у будівництві. В Дрездені шість років працював на невеликих посадах, поки не отримав право на посаду Baukondukteur у 1686 р. У цей період працював над спорудженням заміських будинків.
Великий вплив на формування Матеуса як архітектора мав  Вулф Каспар фон Кленгель, який був засновником стилю бароко в Саксонії.
Його самостійна архітектурна кар'єра розпочалася у 1705 році, коли йому доручили перебудову одного з палаців у Дрездені. Курфюрст Саксонський Август II (Сильний)  у 1710 р. оплатив Пепельману відрядження до Італії, де він  навчався інженерії створення фонтанів та технології римського бароко. 
Матеус Пепельман подорожував та вивчав особливості архітектури Відня, Риму, Неаполя, Франції, Фландрії, Голландії..
Був головою великої будівельної майстерні під час проектування та будівництва розкішної палацової резиденції Цвінґер. 
Скульптурні оздоби для павільйонів Цвінґера виконував Балтазар Пермозер, що головував в скульптурній майстерні. Ще один видатний митець простого походження.
В останні п'ять років свого життя 70-річний Матеус захворів і передав справи архітектору Йогану Крістофу Кнофелю. 
Помер Матеус Пепельман у січні 1736 р. . Похований у церкві Апостола Матвія.

## Твори
- дерев'яний амфітеатр з тріумфальними арками, 1709 р.
- палац для міністра Брюля, 1710 р.
- палац Вітцтум-Рутковських, 1719—1721 р.р.
- Моріцбурзький замок (Саксонія), (перебудова в стилі бароко)
- палац Ташенбергпале для фаворитки графині Коссель
- палацова резиденція Цвінґер, 1711—1732
- заміська резиденція Пільніц
- будинок для емальєра Георга Дінглінгера, Дрезден
- вілла Шенфельд, Герфорд.
- Японський палац для колекцій японської та китайської порцеляни, Дрезден, перебудови, 1732 р.
- заміська резиденція Гроссзедліце
- кам'яний міст через річку Ельба 402 метри завдовжки, 1727—1731рр
- Канцляйхауз, 1734 р.
- палац Мйончинських у Лукові, Волинська боласть

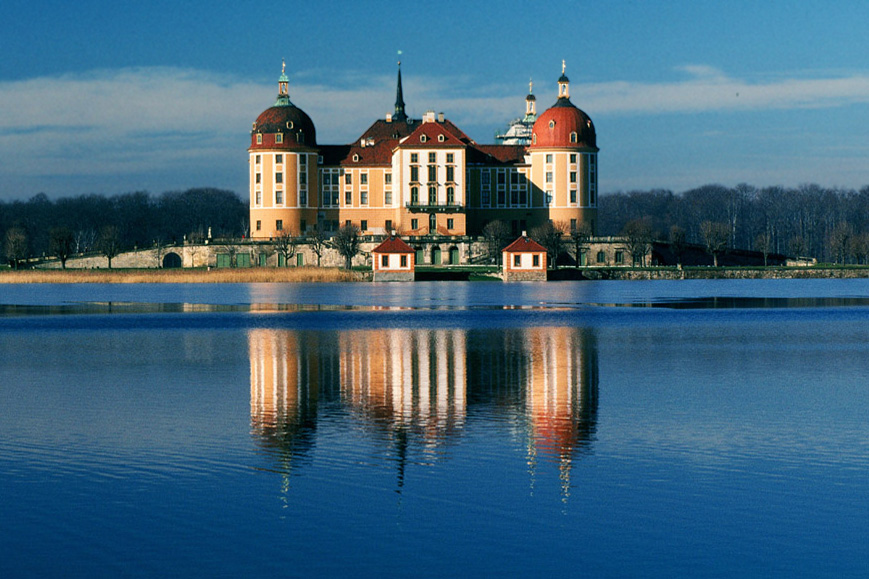
Моріцбург (Саксонія)
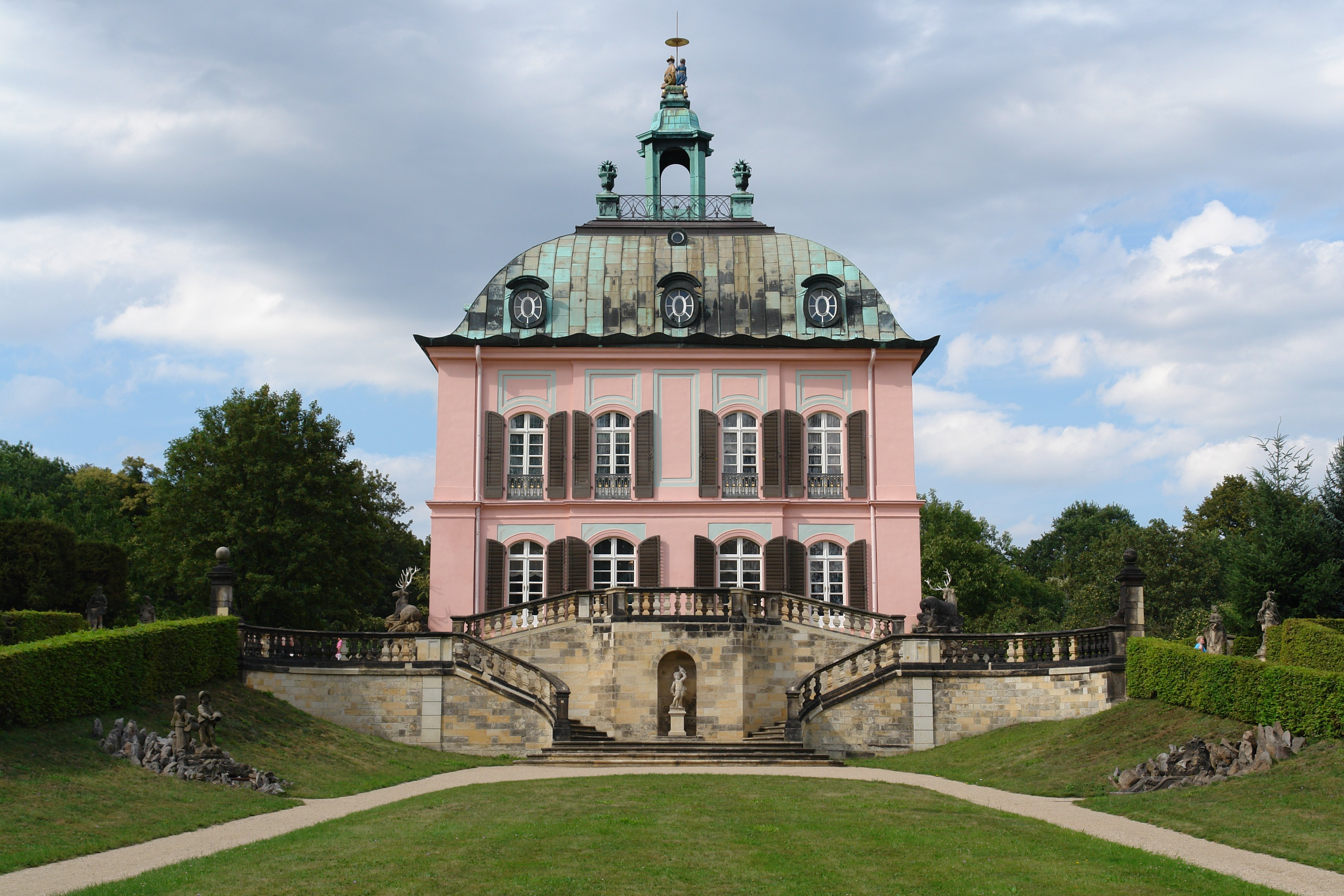
Фазановий замок при Моріцбургу
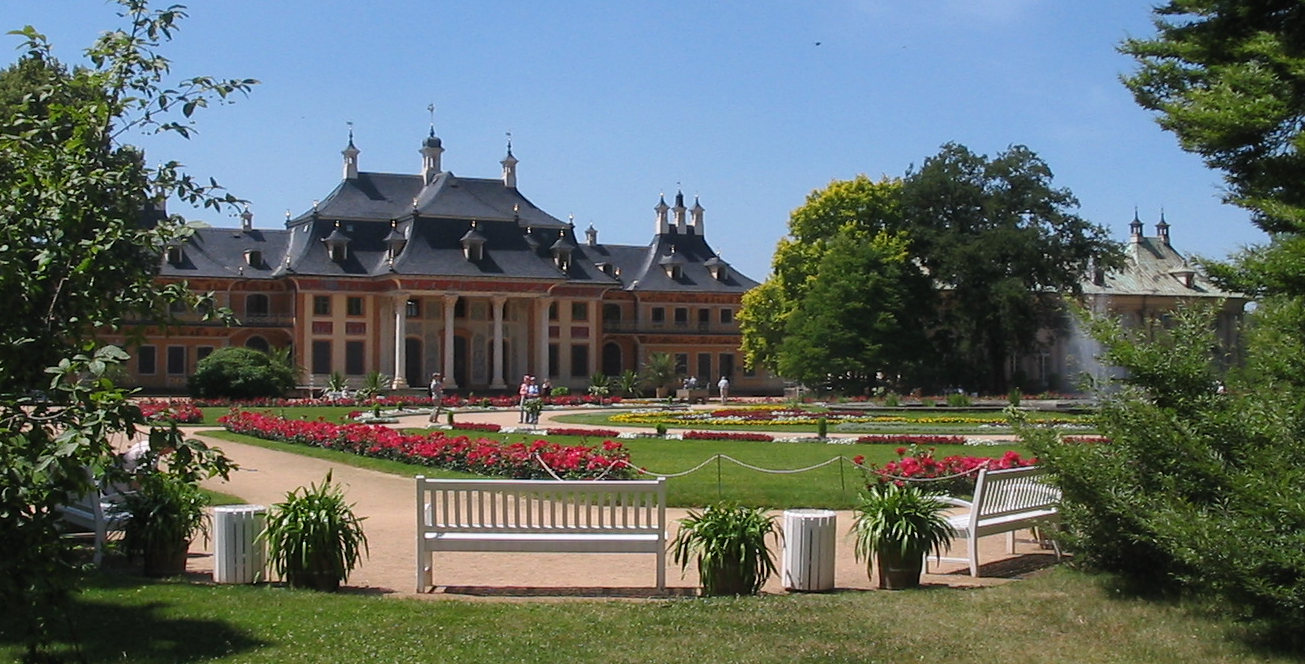
Замок Пільніц
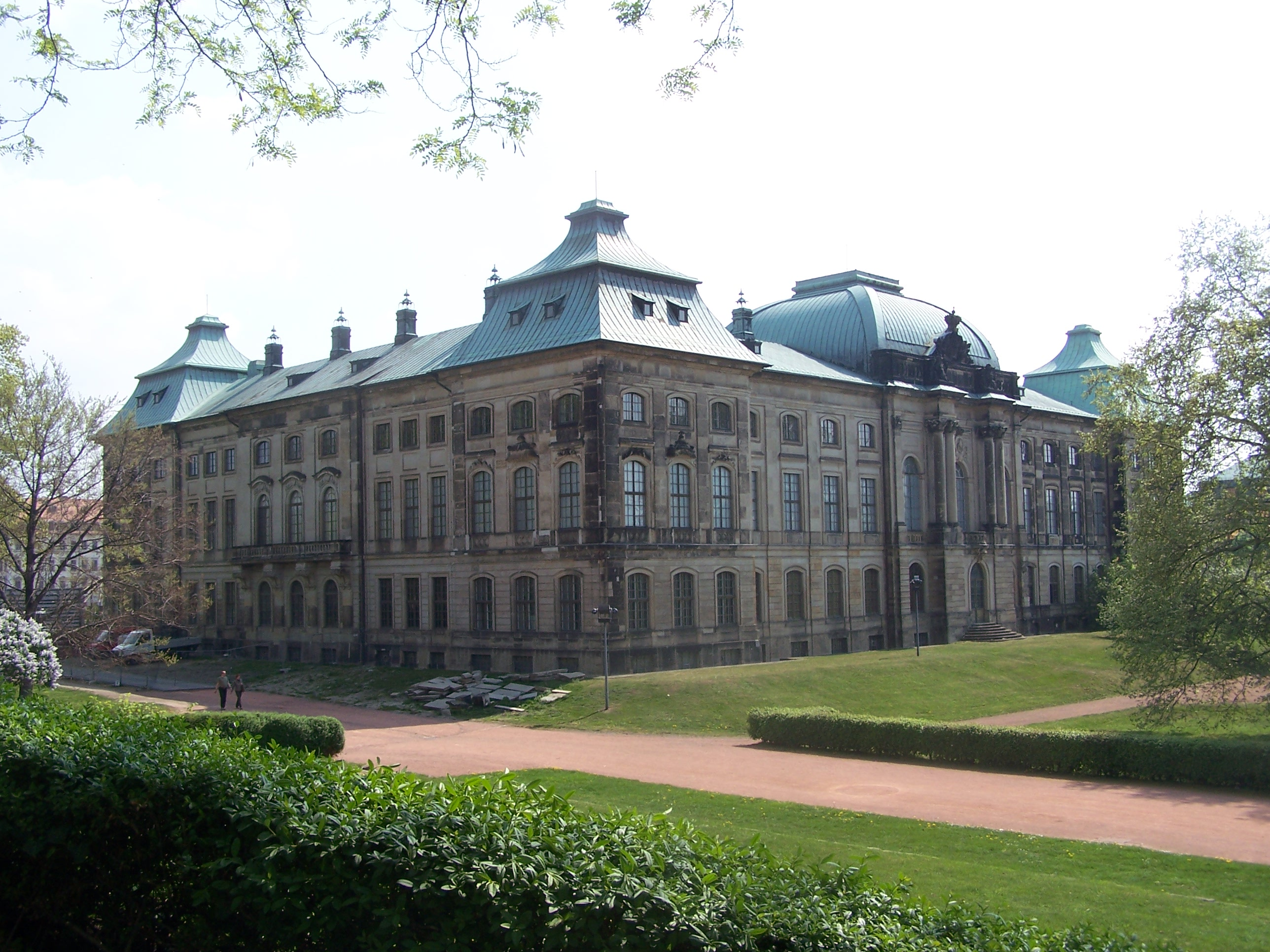
Японський палац
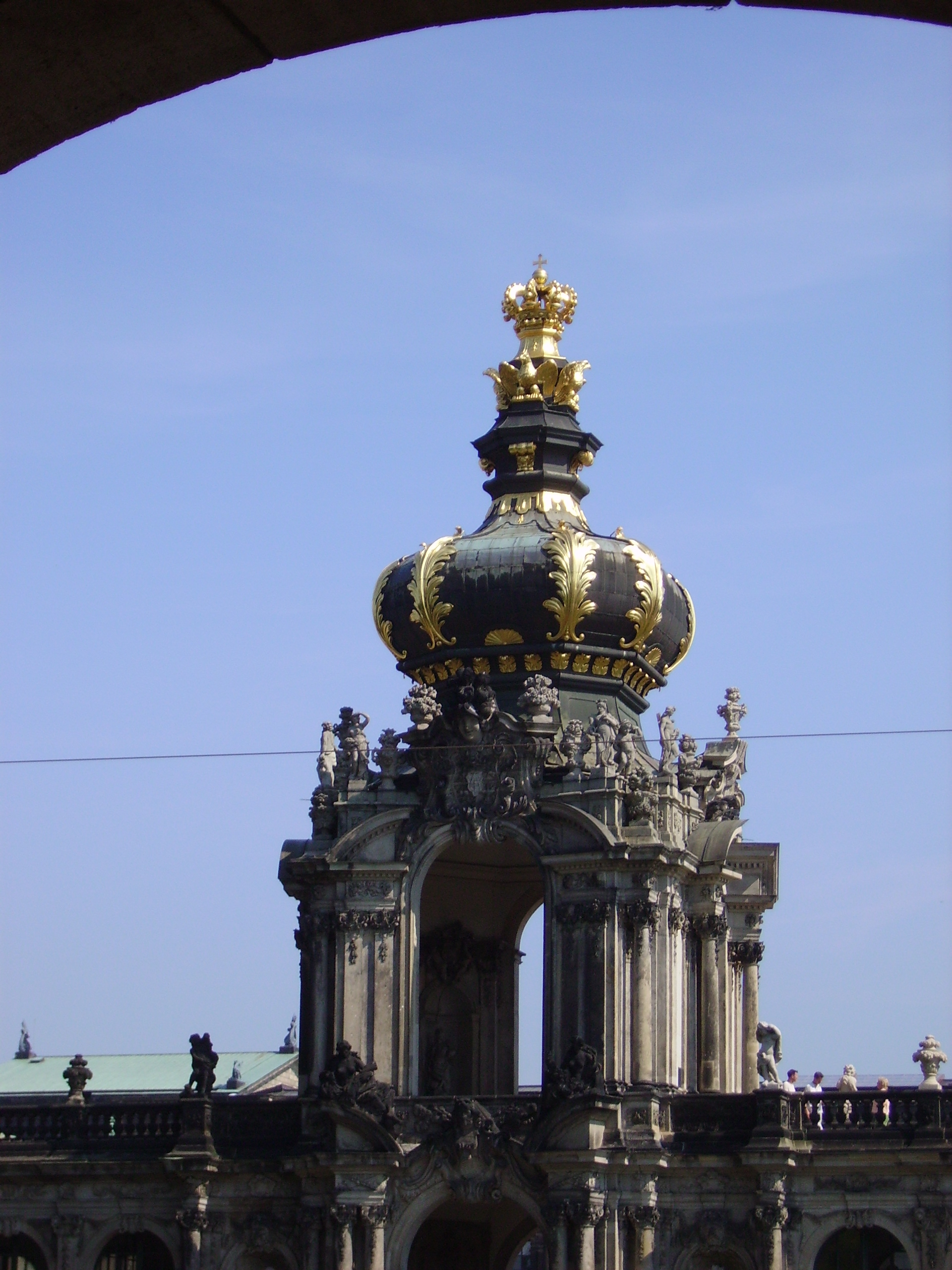
Брама Кронентор
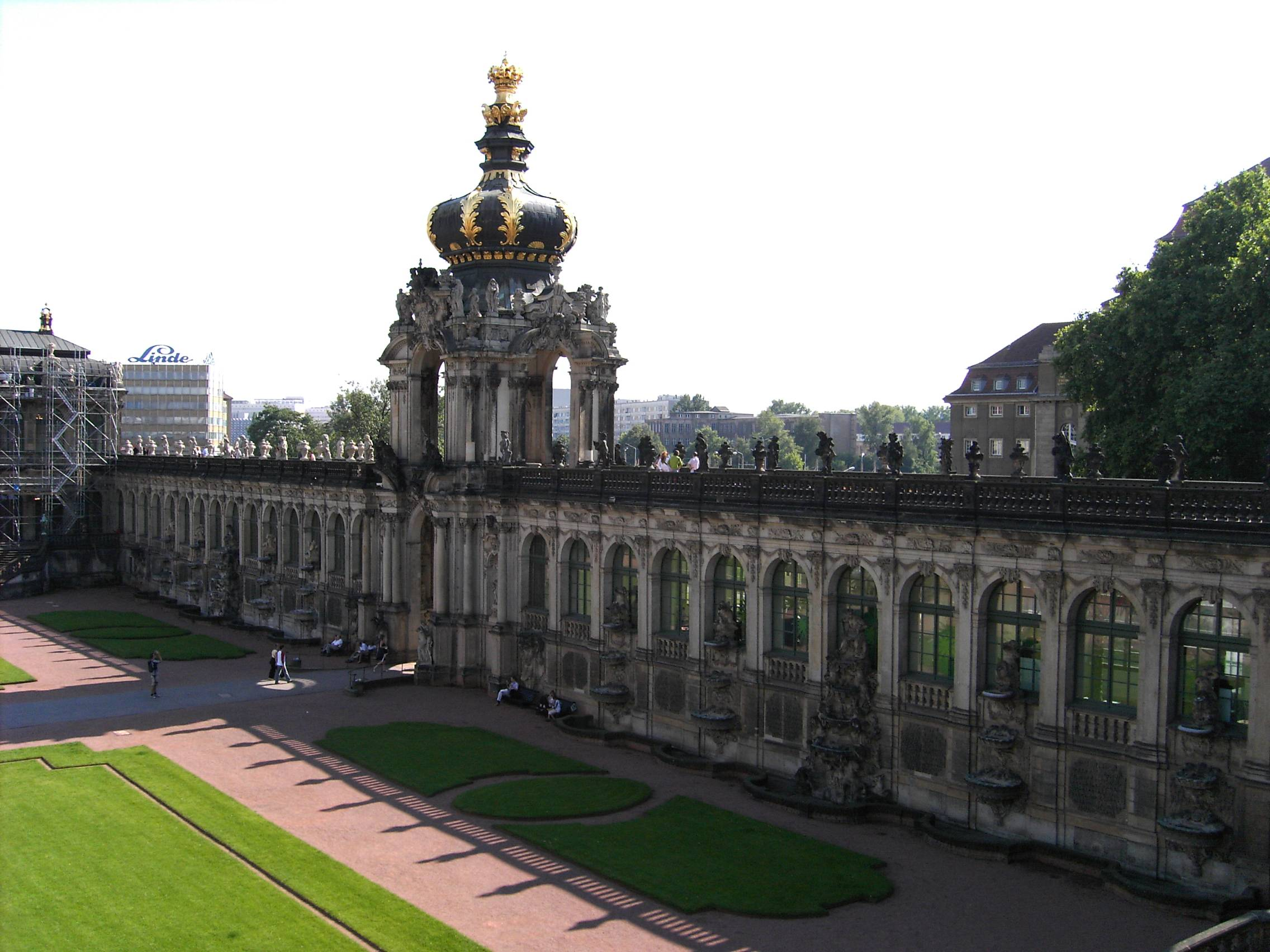
Галерея біля Кронентор
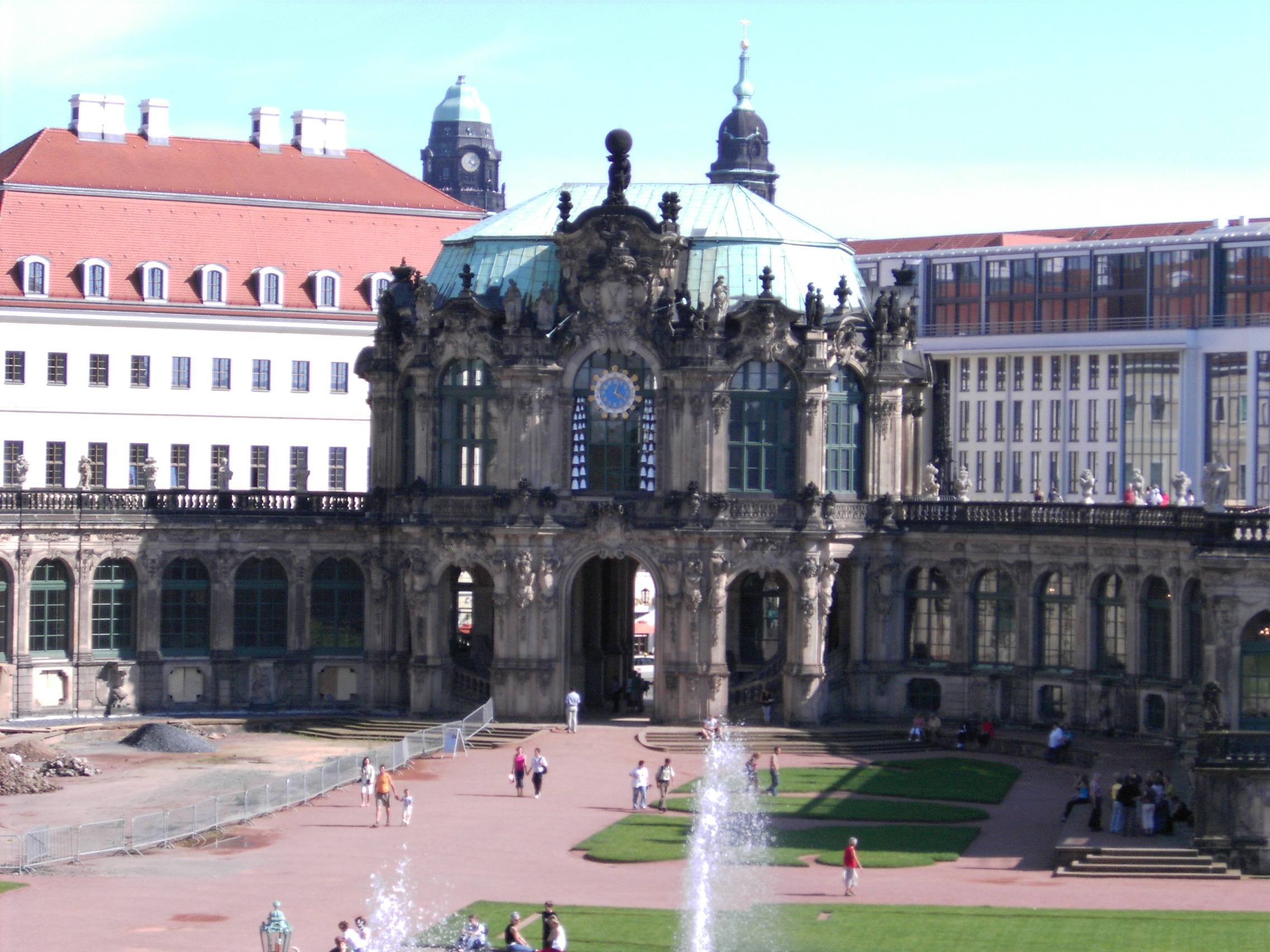
Глокеншпиль-павільйон
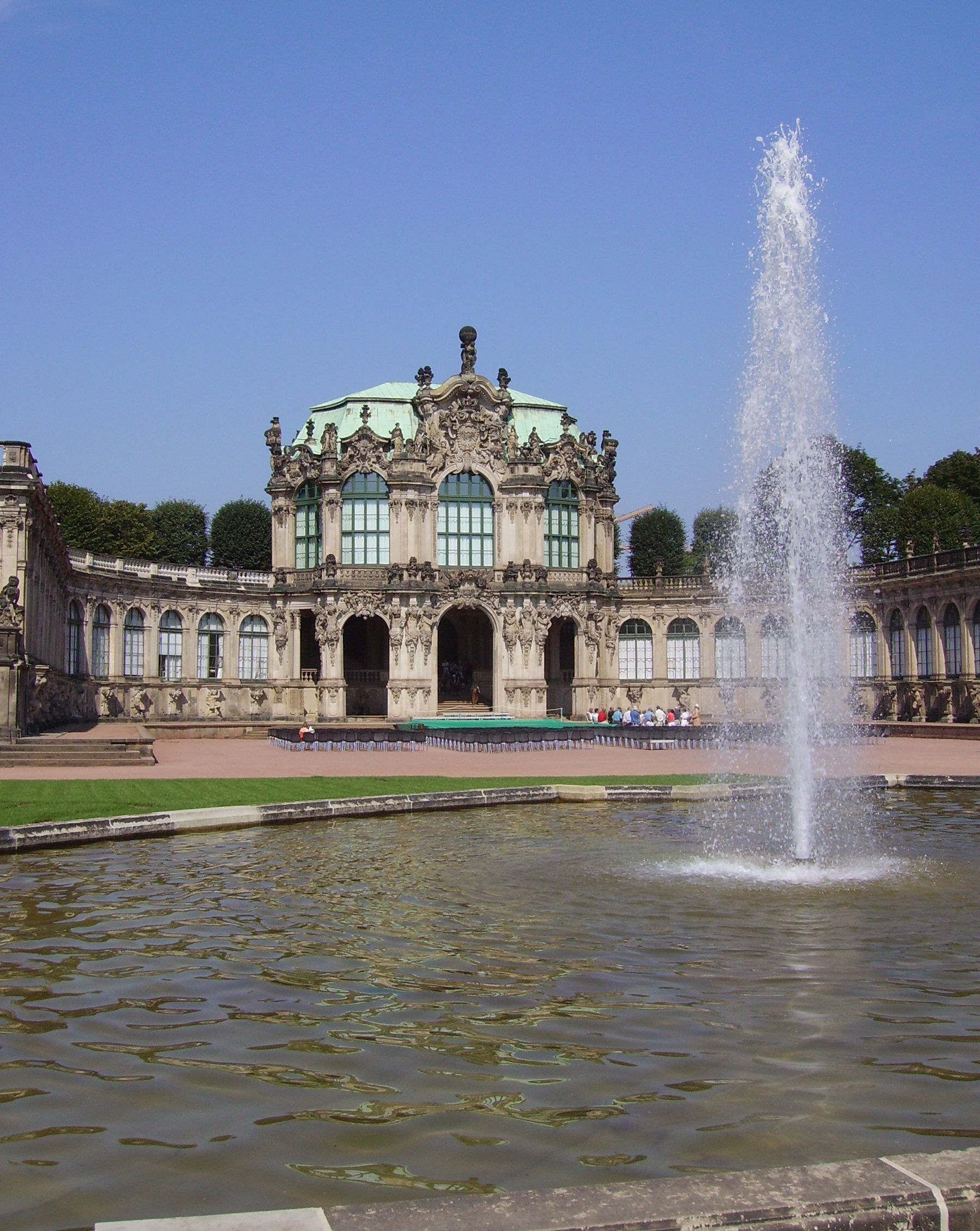